# Character (album)
Character är ett musikalbum av melodisk death metal-bandet Dark Tranquillity från Göteborg. Albumet släpptes i en originalutgåva och i en begränsad digipack-utgåva. Det gavs ut den 19 januari 2005. Utöver musikvideon till Lost to Apathy som ingår i digipack-utgåvan, gjordes även en video till The New Build.
Character blev en kommersiell framgång och placerade sig på tredje plats på den svenska albumlistan.

## Låtlista
1. The New Build - 4:08
2. Through Smudged Lenses - 4:46
3. Out Of Nothing - 3:54
4. The Endless Feed - 4:46
5. Lost To Apathy - 4:38
6. Mind Matters - 3:32
7. One Thought - 4:09
8. Dry Run - 4:09
9. Am I 1? - 4:31
10. Senses Tied - 4:05
11. My Negation - 6:29

### Bonuslåtar på den japanska utgåvan
1. "Derivation TNB" – 3:25
2. "Endless Feed" (Chaos Seed Remix) – 3:56

### Digipack-utgåva
En andra CD med nedanstående låtar ingår i denna utgåva. Spår två till fem är inspelade på Busan Rock-festivalen i Korea, 2004.
1. "Lost to Apathy" (musikvideo) – 4:01
2. "Damage Done" (live i Korea) – 3:41
3. "The Wonders at Your Feet" (live i Korea) – 3:05
4. "Final Resistance" (live i Korea) – 3:11
5. "The Treason Wall" (live i Korea) – 3:43

## Banduppsättning
- Mikael Stanne - sång
- Martin Henriksson - gitarr
- Niklas Sundin - gitarr
- Michael Nicklasson - bas
- Anders Jivarp - trummor
- Martin Brändström - elektronik/keyboard